# Coyhaique

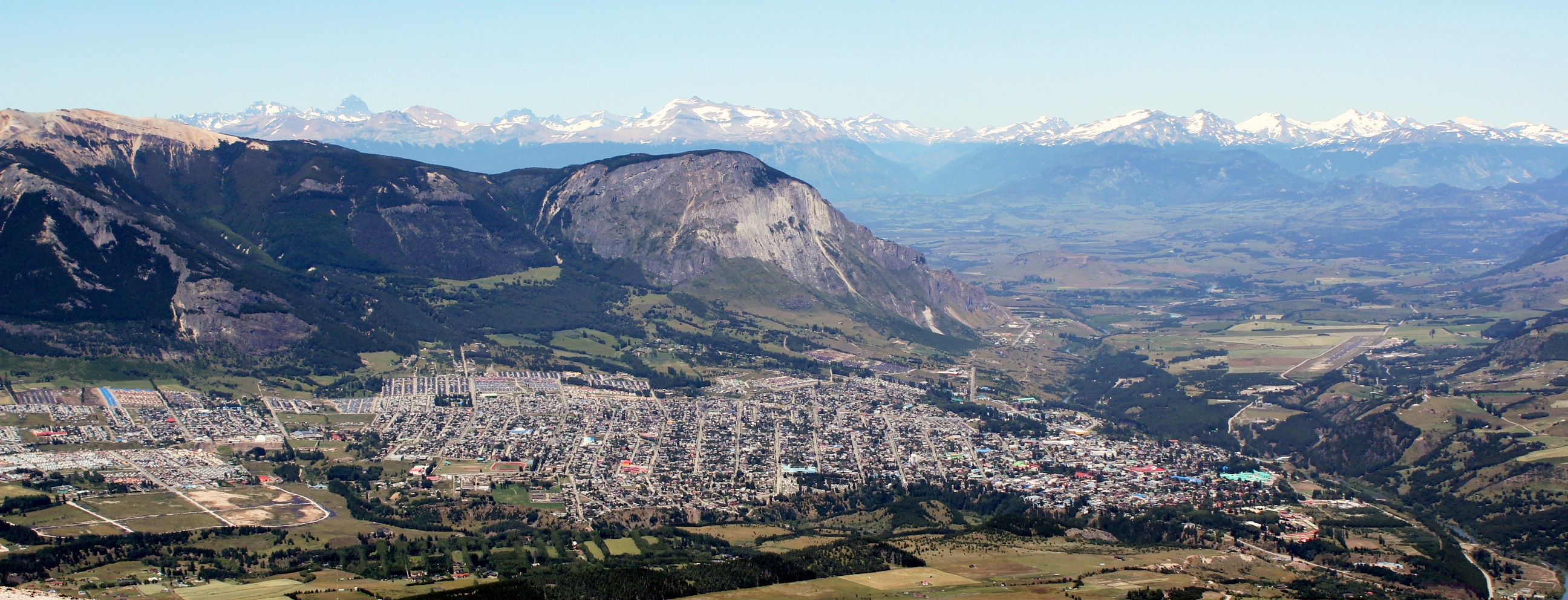
Coyhaique.

Coyhaique (de l'aonikenk: Koy, 'llacuna', i aike, 'campament') és una ciutat i comuna de la zona austral de Xile, situada a la província homònima, sent la capital i el principal nucli urbà de la Regió de Aysén del General Carlos Ibáñez de el Camp. Se situa a l'orient de la serralada dels Andes, a la Patagònia xilena a una alçada mitjana de 310 msnm, en el lloc on conflueixen els rius Simpson i Coyhaique.
La ciutat va ser fundada el 12 d'octubre de 1929 amb el nom de Baquedano, en homenatge al general xilè Manuel Baquedano, canviant a la seva designació actual el 1934 per diferenciar-la de la localitat d'igual nom de la Regió d'Antofagasta. El seu establiment tenia com a objectiu facilitar la tasca de colonització de la zona, així com servir de suport per al funcionament de la Societat Industrial d'Aysén, la qual mantenia les seves instal·lacions -actualment protegides com Monument Històric a la localitat des de 1906.
Poc temps després de la seva fundació va tenir un gran creixement, constituint-se en municipi el 1948 i amb la capital regional el 1974, en el marc de el procés de regionalització impulsat per la dictadura militar.
El seu territori comunal s'estén per més de set mil quilòmetres quadrats, incloent les localitats de Balmaceda, El Blanc, Vila Ortega, Vila Frei, Vall Simpson, Ñirehuao i Estany Llarg, entre d'altres. A la seva zona urbana es troben les oficines de la Intendència, la Cort d'Apel·lacions, el Govern i el Consell Regional, així com les corresponents secretaries regionals ministerials i els principals serveis públics.
La ciutat es troba connectada amb la resta de la regió per diferents camins especialment la Carretera Austral i amb la resta de Xile mitjançant l'Aeroport Balmaceda, el qual concentra gairebé la totalitat del trànsit aeri d'Aysén.

## Toponímia
El nom Coyhaique correspon a la castellanització d'un terme en aonikenk o tehuelche que deriva de qoj, 'llacuna' i ajke, 'campament', és a dir, 'campament de la llacuna'. Aquest nom designava a diversos llocs i li va ser atorgat a aquest per exploradors no indígenes.
Durant diversos anys el nom oficial de la ciutat es va escriure amb «i», «Coihaique», però la forma «Coyhaique» va seguir sent preferida per les autoritats locals i pels habitants de la ciutat, tal com passa amb el terme Aisén / Aysén. A mitjans de la dècada de 2000, va canviar l'ortografia utilitzada per l'Instituto Geográfico Militar, de manera que es va oficialitzar «Coyhaique».